# 深夜戦隊ガリンペロ
深夜戦隊ガリンペロ（しんやせんたいガリンペロ）とは、フジテレビで2002年10月26日から2003年3月22日にかけて放送された深夜番組である。

## 概要
- 長時間の生放送番組である『オールナイトフジ』や『殿様のフェロモン』などを放送してきた「土曜深夜枠」の流れを汲む番組であり、基本的に生放送の番組（まれに事前収録などあり）。これまでのお色気路線とは打って変わって、女性向けのコーナーが多く、MCに特撮出身の俳優を起用した。
- この番組の終了後、フジテレビの土曜深夜枠における生放送のレギュラー番組は2007年10月から開始された「MANNINGEN」まで存在しなかった（また、この番組にも放送を水曜に移行する前は中村仁美が出演していた）。その後、レギュラー出演していたさまぁ〜ずは月曜深夜の「SDM発!」、中村仁美は「あしたのG」へと移行している。
- Wひろしとして藤岡弘、が出演していたが、普段自分が起きるくらいの時間の出演のため、口癖は「眠い!」であった。

## 出演者
- 賀集利樹（ガリンペロレッド）
- 杉浦太陽（ガリンペロブルー）
- 塩谷瞬（ガリンペログリーン）
- 相沢直（ガリンペロイエロー）
- 中村仁美（ガリンペロピンク）フジテレビアナウンサー
- さまぁ〜ず（三村マサカズ・大竹一樹）
- 藤岡弘、（Wひろし）
- 宮内洋（Wひろし）
- 南佳也（私をラブホにつれてって のみ）
- 塩コショー（ベルナール・アッカ・レックス・ジョーンズ）

## 主なコーナー
- ラブ個室
  - 中村仁美と賀集利樹がいわゆるラブ個室のリポートをするロケコーナー。
- Wひろしの肉が喰いたい!!
  - その名の通り、藤岡弘、と宮内洋が焼肉屋にて焼肉を食べるロケコーナー。テーマ曲が作られたが、完成したのはコーナー終了の回だった。なお、歌唱者は公表されていない。
- 養成中毒〜ヨウチュウ〜
  - 番組宛に応募した「ダメ男」を「イイ女」の5人が「イイ男」に養成させる。
- 悲しいダジャレのコーナー
  - 番組冒頭でさまぁ〜ず大竹が悲しいダジャレを言い、三村が突っ込むコーナー。
- さまぁ〜ずの大人の紙しばい
  - さまぁ〜ず大竹によるネタ。それぞれダジャレと紙芝居を行う。
- 私をラブホにつれてって
  - 私を旅館に連れてってのパロディ。南佳也が毎回とある一軒のラブホテルを紹介する。南佳也とラブホテルに行っているという視点・設定で構成されていた。
- ニッポン万歳
  - 毎回勝ち抜け方式で2名の外国人が日本に関する芸を披露する。
- 名も無き詩
  - 企業のテーマ曲やコマーシャルソングを本人に生放送のスタジオ内で歌ってもらうコーナー。
- たしなめプリンス
  - 相沢直が一般人に注意したり話しかけたりする。
- きょうのG
  - 当時放送されていた競馬番組あしたのGのパロディ。「ナベ」と呼ばれる予想屋が競馬の予想をする。また、本人がしゃべっている映像は顔を映さず、声も加工していた。ちなみに、この予想で万馬券を的中させたことがある。
- 藤岡寺
  - 藤岡弘、が中村仁美に説教をするコーナー。
- 宮内神社
  - 宮内洋が神社風のセットから登場し、中村仁美を励ますコーナー。藤岡寺の直後に行われる。
- それ行け!ユニット名未定→それ行け!Springs
  - ユニットSpringsに密着し活動を報告するコーナー。
- 塩谷瞬のそれ行け!ガリンペロ
- ガリンペロの年の差なんて!!
  - クイズ年の差なんて!のパロディ。

## 放送時間
毎週土曜（日曜午前） 深夜1:45 - 3:55（JST）が基本だが、編成上開始がさらに遅くなり、終了が午前5時台半ばになることもあった。
なお、地上デジタルに関連した送出機材の工事などにより5分や15分のみの放送となることも数回あった。その際はスペシャルと称し、視聴率獲得などのミニ企画やちょっとしたトークなどを行い、「放送工事が始まる」という中村仁美の説明と民家のアンテナをいじる作業員の映像や宮内洋率いる作業員がスタジオの電源を落として停電にするという演出で終了していた。なお、この短時間放送の回は放送前週の生放送終了後に収録したものであり、服装も変えていない。

### 同時ネット
- 北海道文化放送

## 主題歌
- オープニングテーマ
  - 「Soulのままで」歌：Ex.Bold(杉浦太陽、杉浦太雄のバンド)
- エンディングテーマ
  - 「DOWN TOWN」歌：ユニット名未定→Springs
  - 「木枯しに抱かれて」歌：Springs
  - 「Raspberry Dream」歌：Springs

## スタッフ
- ナレーション：根岸朗、新千恵子
- 構成：遠藤察男、池田裕機、小川浩之、だいもん孝之、白川幸洋、アリエシュンスケ、森永あっこ、田中到、相沢直
- TD：勝村信之（フジテレビ）
- カメラ：熱田信（フジテレビ）
- 音声：石川剛（フジテレビ）
- LD：河村清太郎（フジテレビ）
- VE：小幡成樹（フジテレビ）
- 美術制作：行武直高（フジテレビ）
- デザイン：越野幸栄（フジテレビ）
- 美術進行：内山高太郎
- 大道具：杉本孝宏
- 装飾：西田祐紀
- 電飾：照喜名紀夫
- アクリル装飾：橋本順
- 特殊装置：坂ノ下啓輔
- 編集：三澤祐大、山本剛史
- MA：高橋誠一郎、佐藤浩二
- 音響効果：飯浜聡、小沢利之、金子寛史
- CG：近藤研策
- DJ：安本ヒロユキ
- 技術協力：ニユーテレス、FLT、ビジュアルコミュニケーションズ、サンフォニックス
- AP：土田芳美（VIC）
- FD：江本薫（フジテレビ）
- TK：平野美紀子
- ディレクター：古江学・時宗大・太田一平（フジテレビ）、藤嶋祥行
- プロデューサー：深瀬雄介（当時フジテレビ）
- 制作：フジテレビ制作センター
- 制作著作：フジテレビ

## その他
- 2011年3月、大竹と中村仁美が結婚。二人の交際のきっかけとなったのがこの番組であった。